# 155 mm CTR Mle 1904
Il Canon de 155 Court à Tir Rapide Modèle 1904, o solo 155 mm Rimailho, era un cannone pesante francese progettato dal capitano Émile Rimailho ed impiegato durante la Prima Guerra Mondiale.

## Storia

### Sviluppo
L'ufficiale d'artiglieria Émile Rimailho, uno dei progettisti del rivoluzionario 75 mm Mle. 1897, sviluppò il pezzo da 155 mm intorno al 1898. L'obiettivo di Rimailho era di realizzare un pezzo d'artiglieria medio con una cadenza di tiro paragonabile a quella del Mle 1897, ai tempi proibitiva per un pezzo di tale calibro, approfittando delle soluzioni tecnologiche sviluppate per il cannone da 75 mm. L'adattamento di queste soluzioni ad un grosso calibro si rivelò tuttavia notevoli ed il risultato, con una squadra ben addestrata, di una cadenza di tiro di 15 colpi al minuto fu ottenuta al costo di una notevole complessità meccanica, oltre che di una rapida usura della canna. Inoltre il pezzo era penalizzato da una gittata limitata, a causa dell'imposizione da parte dell'esercito di utilizzare una canna esistente, la 155 mm C Mle 1881 tipo de Bange.
Il cannone fu adottato dall'Armée de terre nel 1904. Nel 1906 il pezzo venne comparato agli esistenti cannoni 155 mm e 270 mm, dimostrandosi superiore nel tiro contro fortificazioni in cemento armato. Nel 1907 il pezzo venne messo in produzione e venne assegnato, in totale, a cinque reggimenti di artiglieria pesante; ogni batteria schierava due cannoni, ognuno appoggiato da tre cassoni porta-munizioni.

### Impiego operativo

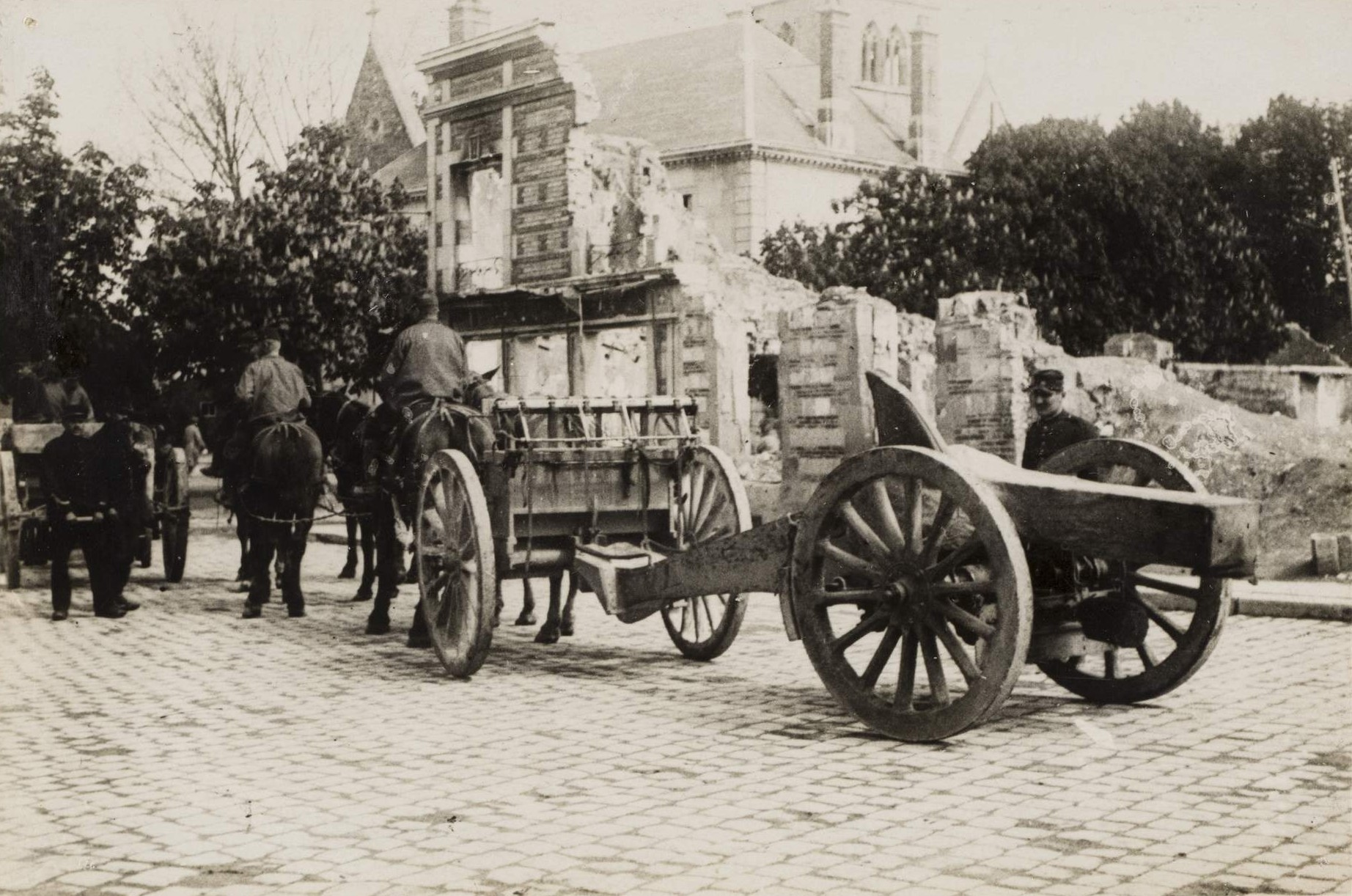
Un 155 mm Rimailho nei pressi di Reims, in movimento verso il fronte durante la prima guerra mondiale.

Nell'agosto 1914 l'esercito francese aveva in servizio 104 cannoni Mle 1904, in 26 batterie. Allo scoppio della guerra il 155 mm Rimailho era quindi uno dei pochi pezzi di grosso calibro moderni a disposizione dell'esercito francese. Prima della Grande Guerra, la dottrina dell'Armée era orientata su una guerra di manovra, con le rapide offensive di fanteria e cavalleria supportate da cannoni di appoggio diretto; di conseguenza tutta l'attenzione era concentrata sul rivoluzionario 75 mm Mle 1897, mentre non era stata dedicata nessuna cura all'artiglieria pesante. Il parco d'artiglieria pesante allineava quindi 1.300 vecchi cannoni su affusto rigido 155 mm L Mle. 1877, senza una chiara idea su come rimpiazzarli. Quando nel 1915 il fronte occidentale si stabilizzò e dalla guerra di movimento si passò a quella di trincea, la gittata del Mle 1904, l'unico capace di battere le postazioni fortificate, si rivelò insufficiente, largamente inferiore a quella dei pari calibro tedeschi da 15 cm sFH 02 e sFH 13. Inoltre l'affusto ruotato era obsoleto già al tempo della sua immissione in servizio, essendo basato sui vecchi obici da assedio. A partire dal 1915 il 155 mm Rimailho venne affiancato dal più moderno St. Chamond 155 mm C Mle 1915 e, dopo il 1917, fu definitivamente rimpiazzato dallo Schneider 155 mm C Mle. 1917. Dall'inventario del 1 agosto 1917 risultavano disponibili solo 33 canne, mentre quello del 1918 non ne contava più nessuna.

## Tecnica
La canna era in acciaio cerchiato, con guide che si adattavano alla sottostante culla. Una caratteristica originale del pezzo era la posizione estremamente arretrata degli orecchioni, addirittura dietro alla culatta; ciò consentiva una lunga corsa di rinculo alle elevazione massime, anche se richiese un riposizionamento inusuale della cremagliera di elevazione.
La vera innovazione risiedeva nell'otturatore ad apertura automatica e chiusura semi-automatica; questo, del tipo a vite interrotta, funzionava era la chiave dell'alta cadenza di tiro: quando il cannone rinculava, la culatta si apriva automaticamente grazie alla forza del rinculo; poi, mentre la canna veniva riportata in batteria dal recuperatore, l'otturatore rimaneva arretrato in apertura ed una cucchiaia di caricamento veniva fuori da sotto la culatta; sulla cucchiaia venivano posizionati la granata ed il bossolo separato contenente la carica di lancio; la leva di fuoco svincolava poi l'otturatore e la cucchiaia e la munizione veniva calcata automaticamente; l'otturatore a vite interrotta veniva ruotato in chiusura ed il pezzo era pronto al fuoco.
Il sistema di assorbimento del rinculo idropneumatico era ispirato a quello del Mle 1897. La bocca da fuoco era incavalcata su un affusto a coda unica, con ruote in legno, non scudato. Nonostante il peso relativamente limitato, l'arma venne progettata per il trasporto scomposta in due vetture.
Il pezzo utilizzava munizionamento a cartoccio bossolo, con carica di lancio contenuta in bossolo metallico separato dalla granata. A causa della gittata limitata, venivano sistematicamente utilizzate cariche di lancio molto potenti, che contribuivano alla rapida usura dell'anima della canna, tanto che nessun pezzo risultava più in servizio alla fine della guerra. L'unico esemplare sopravvissuto è splendidamente conservato presso il Museo reale delle forze armate a Bruxelles.